# فيتا ديتاليا
فيتا ديتاليا (بالإنجليزية: Vetta d'Italia)‏ هو جبل في إيطاليا يصل طوله إلى 2,911 متر في زيلرتال البس (بالإيطالية: Alpi Aurine)‏,وهي بين ولاية سالزبورغ ,ومقاطعة بولسانو الإيطالية.